# Judy Kiplimo
Judy Kiplimo (* 10. Dezember 1969) ist eine kenianische Langstreckenläuferin, die ihre größten Erfolge im Straßenlauf hatte.
1999 wurde sie Vierte beim Paderborner Osterlauf auf der 10-km-Strecke und beim Hamburg-Marathon.
2000 siegte sie beim Kerzerslauf, stellte beim Hohenlohe-Marathon den aktuellen Rekord auf der Halbmarathon-Strecke auf und wurde Vierte beim Frankfurt-Marathon. 2001 wurde sie Vierte beim Hamburg-Marathon und siegte beim Altötting-Halbmarathon, beim Greifenseelauf und beim Köln-Marathon. 2004 wurde sie Zweite beim Leipzig-Marathon, den sie im darauffolgenden Jahr gewann.
Judy Kiplimo startet für den AmeriKenyan Running Club.

## Persönliche Bestzeiten
- 10-km-Straßenlauf: 32:21 min, 4. April 1999, Paderborn
- Halbmarathon: 1:09:46 h, 23. September 2001, Uster
- Marathon: 2:31:08 h, 7. Oktober 2001, Köln